# Finja Prefab
För orten, se Finja.
Finja Prefab AB är ett svenskt byggnadsmaterialföretag med tillverkning av prefabricerade betongelement, som är baserat i Finja, Skåne län. Företaget ägs sedan 2021 av K-Fastigheter Holding AB. Det ägdes tidigare av Rotorbulk Förvaltnings AB.
Finja Prefab AB har fabriker i Bollebygd (arrenderad), Borensberg, Finja, Hultsfred, Katrineholm, Vara och Östra Grevie. Finja Betong AB har huvudkontor i Hässleholm och fabriker i Finja, Strängnäs och Upplands Väsby samt kontor och lager i Göteborg. Finja Bemix är hemmahörande i Upplands Väsby och Brogårdsand i Habo.